# Addio, Mr. Chips!
Addio, Mr. Chips! (Goodbye, Mr. Chips) è un film del 1939 diretto da Sam Wood, adattamento dell'omonimo romanzo scritto da James Hilton. Interpretato da Robert Donat e Greer Garson, al suo debutto sul grande schermo, ricevette sette candidature agli Oscar vincendo quello per il miglior attore protagonista.
Nel 1999 il British Film Institute lo ha inserito al 72º posto della lista dei migliori cento film britannici del XX secolo e nel 2003 il personaggio di Mr. Chips è risultato 41º tra i 100 migliori "eroi" della storia del cinema americano secondo l'American Film Institute.
Dal romanzo venne tratto anche il musical Goodbye Mr. Chips, diretto nel 1969 da Herbert Ross e interpretato da Peter O'Toole e Petula Clark, e due serie televisive nel 1984 e nel 2002, con protagonisti rispettivamente Roy Marsden e Martin Clunes.

## Trama
Giunto alla fine della sua vita, l'anziano professore a riposo Charles Chipping ripercorre i grandi eventi da lui vissuti nel Brookfield College: il suo arrivo e i primi anni d'insegnamento, l'amicizia con l'insegnante di tedesco Max Staefel, il matrimonio con la bella Caterina, conosciuta durante una gita in montagna, il suo aiuto nel fare del rigido professore Chipping l'adorato Mr. Chips e la morte di lei e del bambino al momento del parto. Ma nella sua storia c'è anche l'affetto per tre generazioni di alunni, come nel caso dei Colley, la guerra che ha portato via alcuni dei suoi amati ragazzi fino al rettorato provvisorio durante il quale ha continuato a rappresentare un punto di riferimento per tanti studenti. Giunto ormai al momento del trapasso, il vecchio Mr. Chips rivede alcuni di loro che lo salutano per l'ultima volta.

## Produzione
Il romanzo di James Hilton uscì su The British Weekly nel dicembre 1933 e nell'aprile dell'anno successivo fu pubblicato negli Stati Uniti dove fu un successo immediato. Il produttore Irving Thalberg spinse la Metro-Goldwyn-Mayer ad acquistarne i diritti e convocò l'autore a Hollywood per lavorare alla sceneggiatura con Robert Cedric Sherriff, Claudine West e Eric Maschwitz. La produzione partì a rilento a causa degli impegni concomitanti di Thalberg con Giulietta e Romeo, Margherita Gauthier, La buona terra e Orgoglio e pregiudizio.
Il produttore assegnò la regia a Sidney Franklin e fece una lista di attori per la parte del protagonista. Dopo la morte di Thalberg, avvenuta il 14 settembre 1936, il progetto fu temporaneamente accantonato e successivamente fu Franklin a riprenderne le redini. Diventato produttore della MGM, il nuovo impegno lo costrinse ad affidare la regia a Sam Wood e la produzione a Victor Saville.

### Cast
Dopo che furono presi in considerazione Lionel Barrymore, Charles Laughton e Wallace Beery, fu infine lo stesso Saville a scegliere Robert Donat per il ruolo del protagonista.
Per la parte di Caterina, Saville pensò inizialmente a Elizabeth Allan, che però aveva rescisso il suo contratto con la MGM dopo essere stata scritturata e poi sostituita da Rosalind Russell per il ruolo di Christine Barlow in La cittadella. Dopo la rinuncia di Myrna Loy, passata nel frattempo alla 20th Century Fox, nell'ottobre 1938 il ruolo fu proposto all'attrice teatrale Greer Garson. Durante la proiezione di alcuni test, Sam Wood si imbatté in quello dell'attrice che ricordava di aver già scartato pochi anni prima per il film Un giorno alle corse e dalla quale neanche stavolta rimase impressionato. Fu l'amico produttore Bernard Hyman a convincerlo e la Garson ottenne la parte con la quale debuttò sul grande schermo.
Per i ruoli secondari furono scelti tra gli altri Lyn Harding, John Mills, Paul Henreid, Milton Rosmer, Louise Hampton e Austin Trevor, apprezzati attori della scena londinese che, secondo le parole di Sam Wood, aveva «la riserva di talenti recitativi più grande di qualsiasi altra città al mondo». Oltre a John Longden, interprete di alcuni film del periodo britannico di Alfred Hitchcock, nel film compaiono anche (non accreditati) gli attori Clive Dunn e Nigel Stock, volti noti al pubblico televisivo del Regno Unito a partire dagli anni cinquanta.

### Riprese
Le riprese iniziarono il 28 novembre 1938. Il film fu girato nei Denham Film Studios della Metro-Goldwyn-Mayer, nel Buckinghamshire. Le sequenze ambientate all'interno della Brookfield School furono effettuate nella Repton School nel Derbyshire, dove molti studenti e docenti parteciparono alle riprese.

## Distribuzione
Dopo la première del 15 maggio 1939 all'Astor Theatre di New York, il film fu distribuito nel Regno Unito a partire dall'8 giugno mentre negli Stati Uniti uscì nelle sale il 28 luglio.

### Data di uscita
- 8 giugno 1939 nel Regno Unito (Goodbye, Mr. Chips)
- 28 luglio negli Stati Uniti (Goodbye, Mr. Chips)
- 3 agosto in Australia (Goodbye, Mr. Chips)
- 16 agosto in Argentina (Adiós Mr. Chips)
- 31 agosto in Ungheria (Isten vele, tanár úr!)
- 15 settembre in Danimarca (Farvel Mr. Chips)
- 10 ottobre in Svezia (Adjö, Mr. Chips)
- 17 ottobre in Messico (Adiós Mr. Chips)
- 17 novembre in Irlanda (Goodbye, Mr. Chips)
- 19 novembre in Finlandia (Hyvästi, herra Chips)
- 27 dicembre in Francia (Au revoir Mr. Chips!)
- 26 agosto 1940 in Portogallo (Adeus, Mr. Chips)
- 11 ottobre 1943 in Spagna (Adiós, Mr. Chips)

### Edizioni home video
Il 3 febbraio 2004 è stata pubblicata la versione in DVD dalla Warner Home Video.

## Accoglienza

### Incassi
Negli Stati Uniti il film incassò 3.252.000 dollari risultando tra i maggiori successi del 1939, a fronte di costi di produzione di poco più di 1 milione di dollari.

### Critica
Il sito Rotten Tomatoes riporta l'82% di recensioni professionali con giudizio positivo.
Addio, Mr. Chips! ottenne recensioni positive e fu incluso tra le dieci migliori produzioni del 1939 dal National Board of Review e dal quotidiano statunitense The Film Daily. Il New York Herald Tribune scrisse: «Non è necessario essere d'accordo con Alexander Woollcott sul fatto che questo sia il miglior film mai realizzato, per essere certi che sia un capolavoro cinematografico». Quella di Greer Garson fu definita «una performance di enorme sincerità che rende la sua relativamente breve apparizione nel film elettrica e ammaliante». La rivista Variety lo definì «Un racconto incantevole, pittorescamente sofisticato della vita di un insegnante», evidenziando «una performance straordinariamente raffinata di Robert Donat».
Dello stesso parere fu il critico cinematografico Brian McFarlane, secondo il quale l'attore «rimane straordinariamente commovente nella sua interpretazione premiata con l'Oscar», così come Andrew Sarris che nel 1975 scrisse su The Village Voice: «La performance di Donat nei panni di Chips possiede austerità e distacco. Ha resistito alla prova del tempo senza risentirne minimamente».

## Riconoscimenti
- 1940 – Premio Oscar

Miglior attore protagonista a Robert Donat
Candidatura per il miglior film alla Metro-Goldwyn-Mayer
Candidatura per il miglior regista a Sam Wood
Candidatura per la miglior attrice protagonista a Greer Garson
Candidatura per la miglior sceneggiatura non originale a Eric Maschwitz, Robert Cedric Sherriff e Claudine West
Candidatura per il miglior montaggio a Charles Frend
Candidatura per il miglior sonoro a A. W. Watkins e Denham Studio Sound Department
- 1939 – Festival di Cannes

Candidatura al Grand Prix du Festival a Sam Wood
- 1939 – National Board of Review Awards

Migliori dieci film
- 1939 – New York Film Critics Circle Awards

Candidatura per il miglior attore protagonista a Robert Donat